# Pomnik Stanisława Moniuszki w Katowicach
Pomnik Stanisława Moniuszki w Katowicach – pomnik w katowickiej dzielnicy Śródmieście, znajdujący się na placu Karola Miarki.
Pomnik Stanisława Moniuszki na pl. Karola Miarki odsłonięto 8 czerwca 1930. Autorami projektu byli Wincenty i Stefan Chorembalscy; pomnik wykonał Wincenty Chorembalski. Monument powstał z inicjatywy kompozytora i dyrygenta Stefana Mariana Stoińskiego – prezesa Związku Śląskich Kół Śpiewaczych. Ufundowali go członkowie śląskich kół śpiewaczych. Planowano różne lokalizacje monumentu, m.in. pl. Andrzeja lub okolice Akademii Muzycznej.
W czasie II wojny światowej pomnik został zniszczony przez Niemców. Odsłonięcie odbudowanego pomnika odbyło się 20 października 1959.
Obiekt wpisano do Ewidencji Miejsc Pamięci Województwa Śląskiego.

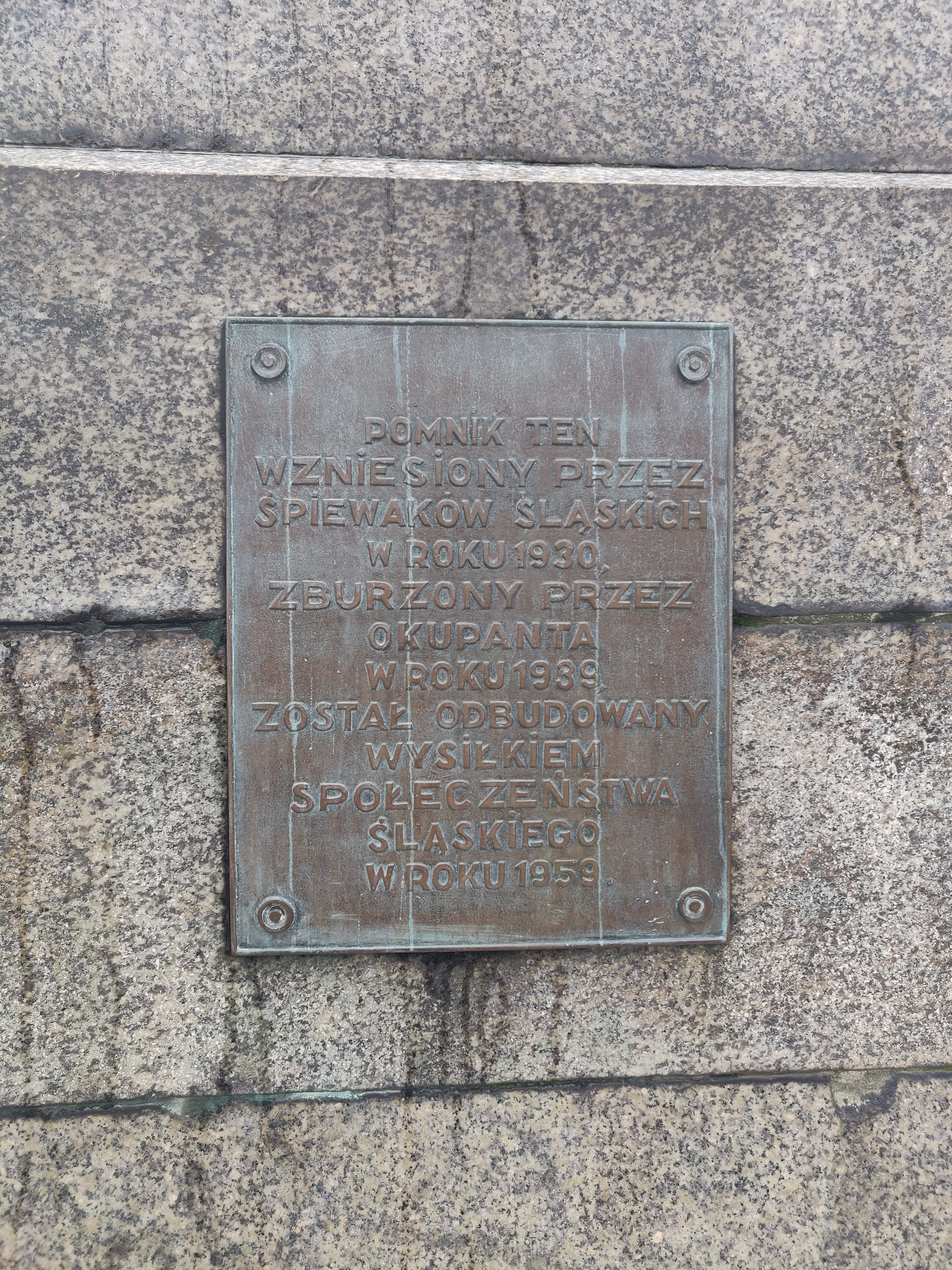
Tablica z tyłu cokołu pomnika